# Noah Higón
Noah Higón Bellver (Cheste, 4 de agosto de 1998) es una jurista, politóloga, escritora y activista española, conocida por su labor de divulgación y concienciación sobre las enfermedades raras.

## Biografía
Nació el 4 de agosto de 1998 en el municipio valenciano de Cheste. Se graduó en derecho y ciencias políticas en la Universidad de Valencia y cursó un máster en marketing político y comunicación institucional.
Desde los 15 años, le han sido diagnosticadas siete enfermedades raras: Síndrome de Ehlers-Danlos, Síndrome de Wilkie, Síndrome del cascanueces, Síndrome de compresión de la vena cava inferior, Síndrome de May-Thurner, Síndrome de Raynaud y gastroparesia. Además, por las consecuencias de una sepsis, perdió gran parte de la audición y le tuvo que ser instalado un implante coclear.
Sus circunstancias la han llevado a convertirse en una activista para reclamar más investigación para las enfermedades raras, convirtiéndose en un referente en la concienciación y promoción de la sensibilización de las circunstancias de los pacientes. Ha publicado dos libros, De qué dolor son tus ojos y De esperanza marchita. Fue embajadora del proyecto El descanso del guerrero promovido por la ONG Proyecto Juntos y embajadora del Instituto de Investigación del Hospital la Fe. Además, intervino en una sesión del Parlamento Europeo difundiendo su mensaje.
En 2019, formó parte del documental Jóvenes Invisibles promovido por la Fundación Isabel Gemio y que fue presentado en el marco del Festival de Málaga. Ese mismo año, participó junto al presidente de la Generalidad Valenciana en el acto de clausura del 50 aniversario de la Fe. También ha participado en diversos programas de radio, pódcast y programas de televisión como La Revuelta de TVE. En 2024, protagonizó el documental Noah, dirigido por Louise Brix Andersen y que narra su experiencia, siendo estrenado en el Festival del Audiovisual Catalán, Som Cinema.

## Reconocimientos
En 2019, el Ayuntamiento de Cheste homenajeó a Higón durante la celebración del Día Internacional de la Mujer. En 2020, fue reconocida con el Premio Referentes a mejor divulgadora de la Asociación Anasbabi Ciliopatías.
En 2022, fue la encargada de realizar el saque de honor en el partido del Valencia FC y el FC Barcelona en el Estadio de Mestalla con motivo de la campaña ‘ADN Mestalla Solidari’ impulsada por el Valencia CF y la Fundació VCF. Ese mismo año, fue la protagonista de la campaña de Objetivo RTVE de apoyo a la investigación de las enfermedades raras. El día de la Constitución de 2022, fue reconocida con una de las distinciones por la Defensa de las Libertades Constitucionales de la Generalidad Valenciana.
En 2023, durante las Fallas de Valencia el ninot central de la falla Tres Forques-Cuenca-Pérez Galdós recreaba su cuerpo para visibilizar a las enfermedades raras, siendo la ganadora de la IV edición del Premio de Fallas Osga Reintegra.
En 2024, la Fundación Isabel Gemio le otorgó el premio Mecenas de Oro, por su labor de divulgación en el ámbito de las enfermedades raras. https://www.fundacionisabelgemio.com/eventos/la-fundacion-isabel-gemio-ha-celebrado-su-xvi-aniversario-con-una-cena-solidaria-cuya-recaudacion-96-675-e-ira-destinada-a-la-financiacion-de-proyectos-de-investigacion-biomedica-en-enfermedades-rara

En 2025, Rock Fm le concedió el premio ACTITUD, junto a Sara García, Javier Bardem y David Cantero. https://www.rockfm.fm/emisoras/euskadi/premios-actitud-rockfm/noticias/noah-higon-nueva-premiada-premios-actitud-rockfm-20250522_59498.html
La Mención a la Persona Física de la Fundación Caser fue otorgada también a Noah Higón por dar visibilidad a las personas con enfermedades raras, discapacidad y/o dependencia. https://www.fundacioncaser.org/actividades/premios-dependencia-y-sociedad